# RescEU
RescEU est une réserve de capacités du mécanisme de protection civile de l'Union européenne permettant de répondre à diverses missions telles que la lutte contre les incendies, l'assistance médicale ou la recherche médicale.

## Histoire

### Crise du Covid-19: extension des missions de RescEU
En mars 2020, dans le cadre de sa réponse à la crise du Covid-19, les États membres de l'Union européenne ont sur proposition de la Commission européenne décidé de renforcer RescEU en y ajoutant un stock d'équipements médicaux (respirateurs, masques, recherche de traitements et vaccins, laboratoire) destinés aux États.
Financé à 90 % par l'UE – pour un budget total de cinquante millions d'euros, la gestion et la distribution des stocks est faite par le centre de coordination de la réaction d'urgence. 
Le premier contrat, portant sur des masques et respirateurs, est signé début avril 2020 et est réceptionné par la Roumanie qui constitue le premier stock. Au fil de la crise, le stock augmente progressivement. Ainsi, en janvier 2021, ce sont au total neuf pays de l'Union qui hébergent des stocks européens communs de matériel médical.
RescEU a fourni du matériel médical essentiel à la Croatie, à la Tchéquie, à la France, à l'Italie, à la Lituanie, à l'Espagne, au Monténégro, à la Macédoine du Nord et à la Serbie,, lorsque les systèmes de santé nationaux étaient submergés par le nombre de patients atteints du coronavirus.

### Capacités disponibles en 2022
En 2022, 13 États fournissent des capacités rescEU. Les capacités sont mises à disposition de manière permanente ou, dans le domaine de la lutte contre les incendies de forêts, de manière temporaire entre le 15 juin et le 31 octobre.
| État      | Capacité                                                                | Nombre | Capacité permanente ou temporaire |
| --------- | ----------------------------------------------------------------------- | ------ | --------------------------------- |
| Espagne   | Canadairs                                                               | 2      | Temporaire                        |
| Espagne   | Module de décontamination nucléaire, radiologique, biologique, chimique | 1      | Permanente                        |
| France    | Canadairs                                                               | 2      | Temporaire                        |
| Belgique  | Réserve de matériel médical                                             | 1      | Permanente                        |
| Pays-Bas  | Réserve de matériel médical                                             | 1      | Permanente                        |
| Allemagne | Réserve de matériel médical                                             | 1      | Permanente                        |
| Allemagne | Module de décontamination nucléaire, radiologique, biologique, chimique | 1      | Permanente                        |
| Danemark  | Réserve de matériel médical                                             | 1      | Permanente                        |
| Norvège   | Unité d’évacuation médicale (Medevac)                                   | 1      | Permanente                        |
| Suède     | Réserve de matériel médical                                             | 1      | Permanente                        |
| Suède     | Fire Boss (avion de lutte anti-incendie avec une capacité de 3 tonnes)  | 2      | Permanente                        |
| Suède     | Modules d’hébergement                                                   | 1      | Permanente                        |
| Roumanie  | Modules d’hébergement                                                   | 1      | Permanente                        |
| Roumanie  | Réserve de matériel médical                                             | 1      | Permanente                        |
| Hongrie   | Réserve de matériel médical                                             | 1      | Permanente                        |
| Croatie   | Réserve de matériel médical                                             | 1      | Permanente                        |
| Croatie   | Canadairs                                                               | 2      | Temporaire                        |
| Croatie   | Module de décontamination nucléaire, radiologique, biologique, chimique | 1      | Permanente                        |
| Grèce     | Réserve de matériel médical                                             | 1      | Permanente                        |
| Grèce     | Canadairs                                                               | 2      | Temporaire                        |
| Grèce     | Hélicoptère de lutte anti-incendie                                      | 1      | Temporaire                        |
| Italie    | Canadairs                                                               | 2      | Temporaire                        |
| Slovénie  | Réserve de matériel médical                                             | 1      | Permanente                        |

## Sources